# لوئیس لین
لوئیس لین (به انگلیسی: Lois Lane) یک شخصیت خیالی در کتاب‌های کامیک آمریکایی منتشر شده توسط دی‌سی کامیکس است. این شخصیت توسط نویسنده جری سیگل و هنرمند (تصویرگر) جو شوستر خلق شده‌است و برای اولین بار در شمارهٔ ۱ از کمیک‌های اکشن (ژوئن ۱۹۳۸) حضور پیدا کرد. لوئیس برای پانزده سال در کمیک‌ها تداوم داشت و به عنوان معشوقهٔ اصلی شخصیت ابرقهرمان سوپرمن به‌شمار می‌رود. در استمرار دی سی، او همسر و مادر پسر سوپرمن، یعنی جان کنت نیز هست که سوپربوی کنونی دنیای دی سی است. او خبرنگار روزنامه دیلی پلنت (سیاره روزانه) است، شخصیت لوئیس لین، شجاع، زیبا و تیتر شکارکن است.

## بیوگرافی شخصیت خیالی

### عصر طلایی
در کمیک های عصر طلایی، لوئیس یک گزارشگر پرخاشگر است که بر کارش تمرکز کرده و برای دیلی استار کار می کند. پس از پیوستن کلارک کنت به این روزنامه و شروع به کار سوپرمن، لوئیس جذب سوپرمن شد ولی از رقیب کاری جدیدش یعنی کنت ناراضی بود. 
در اوایل دهه ۱۹۴۰، لوئیس شک کرد که کلارک کنت همان سوپرمن است و در پی افشای هویت مخفی او برآمد ولی موفق نشد. اولین داستان این ماجرا در سوپرمن #۱۷ (ژوئیه-اوت ۱۹۴۲) آمد.  این موضوع در کتاب های کمیک عصر نقره ای دهه ۱۹۵۰ و ۱۹۶۰ قوت گرفت.

### عصر مدرن
لوئیس در مینی مجموعه مرد پولادین ساخته جان برن، تغییر کرد. در این نسخه مدرن، لوئیس یک گزارشگر سرسخت است که به ندرت نیاز به نجات دارد. او زنی قوی و خودرای ولی حساس است.
نخستین رابطه واقعی لوئیس در این نسخه با خوزه دلگادو است که بعدها معلوم می شود یک پارتیزان است. تغییر عمده دیگر این نسخه این است که لوئیس تنها عاشق سوپرمن نمی‌شود اگرچه از او خوشش می آید. یکی از دلایل این موضوع، تجدیدنظر در ماهیت رابطه سوپرمن کلارک کنت بود. در داستان های اصلی عصر نقره ای، سوپرمن خود را در قالب کلارک کنت مخفی می کرد. در این نسخه جدید، کلارک کنت شخصیت اصلی است و سوپرمن در حاشیه قرار دارد. لوئیس در ابتدا ناراحت می شود که کلارک کنت تازه کار در اولین کارش، می تواند روی سوپرمن کار کند.

## در فیلم‌های سینمایی
هنرپیشه کانادایی مارگوت کیدر نقش شخصیت لوئیس لین را در مقابل کریستوفر ریو در فیلم‌های سوپرمن (۱۹۷۸)، سوپرمن ۲ (۱۹۸۰)، سوپرمن ۳ (۱۹۸۳) و سوپرمن ۴: در جستجوی صلح (۱۹۸۷) را بازی کرده است.
ایمی آدامز نقش این شخصیت را در فیلم‌های مرد پولادین، بتمن در برابر سوپرمن: طلوع عدالت و لیگ عدالت ایفا کرده است.